# ヨシタケ
株式会社ヨシタケ（英: Yoshitake Inc.）は、愛知県名古屋市昭和区に本社を置く自動調整弁（バルブ）メーカー。

## 概要
1944年（昭和19年）、バルブメーカーであったフシマン製作所の名古屋工場として創立。終戦後、経営を任された山田武が1948年（昭和23年）にヨシタケ製作所に改称、独立。1990年（平成2年）に現在の商号となった。社名の由来はフシマン製作所の創業者である藤島由太郎の「由」と山田武の「武」を合わせたもの。
主な製品は減圧弁・安全弁・スチームトラップなどの流体調整弁で国内で高いシェアを持つ。

## 沿革
- 1944年（昭和19年）2月 - 「株式会社フシマン製作所名古屋工場」として設立[1]。
- 1948年（昭和23年）1月 - 「株式会社ヨシタケ製作所」に商号を変更[1]。
- 1990年（平成2年）
  - 7月 - 「株式会社ヨシタケ」に商号を変更[1]。
  - 10月11日 - 日本証券業協会（現・ジャスダック）に株式を店頭登録[1]。
- 2006年（平成18年）4月 - カワキ計測工業株式会社の全株式を取得し子会社化[1]。
- 2009年（平成21年）1月 - 宏洋サンテック株式会社全株式を取得し子会社化[1]。
- 2018年（平成30年）9月 - 子会社の宏洋サンテック株式会社を清算[1]。
- 2022年（令和4年）2月 - 本社および名古屋営業所を名古屋市瑞穂区から現在地に移転[5]。なお同建物は以前は科研製薬中部支社であった。
- 2023年（令和5年）10月 - シンガポールAccess Professional Singapore Pte. Ltd.の全株式を取得し子会社化[6]

## 事業所
- 本社（愛知県名古屋市昭和区）
- 小牧工場（愛知県小牧市）
- 営業所
  - 札幌営業所（北海道札幌市中央区）
  - 仙台営業所（宮城県仙台市宮城野区）
  - 東京営業所（東京都中央区）
  - 名古屋営業所（愛知県名古屋市昭和区）
  - 北陸営業所（富山県高岡市）
  - 静岡営業所（静岡県静岡市駿河区）
  - 大阪営業所（大阪府大阪市西区）
  - 広島営業所（広島県広島市中区）
  - 福岡営業所（福岡県福岡市博多区）

## 関連会社
連結子会社
- ヨシタケ・ワークス・タイランド
- カワキ計測工業株式会社
- ヨシタケ・アームストロング株式会社

持分法適用関連会社
- アームストロング・ヨシタケ
- エバーラスティング・バルブ